# Julie Dash
Julie Dash (New York, 22 ottobre 1952) è una produttrice cinematografica statunitense, autrice e membro di L.A. Rebellion.
Il film Daughters of the Dust (1992) è stato il suo primo film da regista su una donna Afro-Americana, di cui Dash era anche scrittrice e direttrice. Nel 2004, Daughters of the Dust è stato incluso nel National Film Registry della Biblioteca del Congresso.